# York (Alabama)
Pour les articles homonymes, voir York (homonymie).
York est une ville du Comté de Sumter, dans l’État de l'Alabama aux États-Unis.
En 2000, sa population était de 2 854 habitants.

## Démographie
| 1880 | 1890 | 1900 | 1910 | 1920  | 1930  | 1940  | 1950  |
| ---- | ---- | ---- | ---- | ----- | ----- | ----- | ----- |
| 232  | 415  | 528  | 710  | 1 651 | 1 796 | 1 783 | 1 774 |

| 1960  | 1970  | 1980  | 1990  | 2000  | 2010  | - | - |
| ----- | ----- | ----- | ----- | ----- | ----- | - | - |
| 2 932 | 3 044 | 3 392 | 3 160 | 2 854 | 2 538 | - | - |

## Source
- (en) Cet article est partiellement ou en totalité issu de l’article de Wikipédia en anglais intitulé « York, Alabama » (voir la liste des auteurs).